# Dravce
Dravce (allemand : Drautz ,hongrois : Szepesdaróc) est un village de Slovaquie situé dans la région de Prešov.

## Histoire
Première mention écrite du village en 1263.

## Démographie

### Évolution de la population
| Année:               | 1994. | 2004.   | 2014.   | 2024.   |
| -------------------- | ----- | ------- | ------- | ------- |
| Nombre de personnes: | 734   | 777     | 809     | 844     |
| Différence:          |       | +5,85 % | +4,11 % | +4,32 % |

| Année:               | 2023. | 2024.   |
| -------------------- | ----- | ------- |
| Nombre de personnes: | 841   | 844     |
| Différence:          |       | +0,35 % |